# Działdowo (stacja kolejowa)

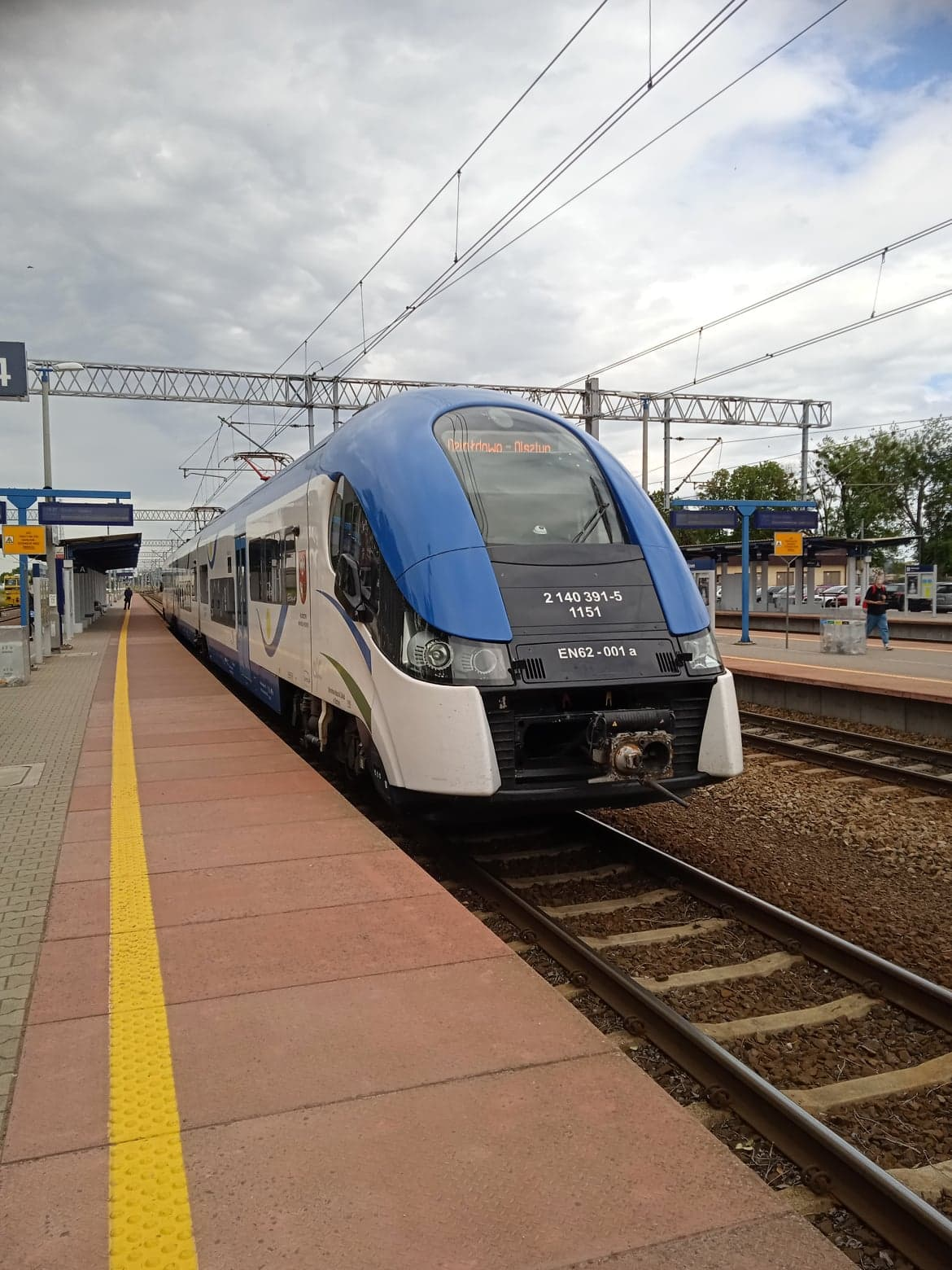
Elektryczny Zespół Trakcyjny EN62-001 jako pociąg osobowy do Olsztyna Głównego stoi na stacji początkowej, w Działdowie.

Działdowo – stacja kolejowa w Działdowie, w powiecie działdowskim, w województwie warmińsko-mazurskim. Na stacji kolejowej w Działdowie, jako jednej z dwóch stacji na tej linii kolejowej w województwie (wraz z Iławą), znajduje się lokalne centrum sterowania. Stacja wraz z Olsztynem Głównym, Iławą Główną, Elblągiem i Ełkiem należy do największych węzłów kolejowych w województwie warmińsko–mazurskim.

## Ruch pasażerski
| Rok  | Wymiana roczna | Wymiana pasażerska na dobę | Miejsce w Polsce |
| ---- | -------------- | -------------------------- | ---------------- |
| 2017 | 657 000        | 1800                       | bd.              |
| 2018 | 620 500        | 1700                       | bd.              |
| 2019 | 766 500        | 2100                       | 179.             |
| 2020 | 512 400        | 1400                       | 166.             |
| 2021 | 584 000        | 1600                       | 167.             |
| 2022 | 730 000        | 2000                       | 185.             |
| 2023 | 803 000        | 2200                       | 186.             |

## Modernizacja
Od 2010 do 2014 roku trwała gruntowna przebudowa dworca oraz peronów. Również w ramach modernizacji wybudowany został budynek Lokalnego Centrum Sterowania w Działdowie, który obejmuje odcinek linii kolejowej nr 9 (międzynarodowej E-65/CE-65) od Montowa do granicy województwa. W listopadzie 2011 dworzec został otwarty dla podróżnych i dostosowany do potrzeb osób niepełnosprawnych.